# Phoenix Chinese News and Entertainment Channel
Phoenix Chinese News and Entertainment ou Phoenix CNE Channel est l'une des six chaînes exploitées par Phoenix Television. Elle est lancée en août 1999 afin de servir les téléspectateurs chinois en Europe. Cette chaîne est une chaîne gratuite 24 heures sur 24 basée à Londres et diffusée via le satellite Astra 2G à travers le continent. La chaîne diffuse ses programmes chinois dans 91 pays et régions d'Europe et d'Afrique, et touche plus de 56 millions de foyers et 80 % de la population chinoise européenne.
Phoenix CNE se consacre à la promotion des échanges culturels et des partenariats économiques entre la Chine, l'Europe et l'Afrique pour les entreprises et les provinces chinoises dans leurs efforts pour ouvrir de nouvelles opportunités de commerce et d'investissement sur ces continents.

## Traduction
- (en) Cet article est partiellement ou en totalité issu de l’article de Wikipédia en anglais intitulé « Phoenix Chinese News and Entertainment Channel » (voir la liste des auteurs).

1. ↑  (en) Ying Zhu, Television in Post-reform China : Serial Dramas, Confucian Leadership and the Global Television Market, Routledge, 2008, 177 p. (ISBN 9780415425469, lire en ligne), p. 115